# Église Saint-Laurent de Villars
Pour les articles homonymes, voir Église Saint-Laurent.
 (janvier 2019).
Si vous disposez d'ouvrages ou d'articles de référence ou si vous connaissez des sites web de qualité traitant du thème abordé ici, merci de compléter l'article en donnant les références utiles à sa vérifiabilité et en les liant à la section « Notes et références ».
 (janvier 2019).
L'église Saint-Laurent est une église située dans le Bourg de la commune de Villars (Loire), sur la place Gambetta.  
Elle fait partie de la paroisse Bienheureux Antoine Chevrier, comprenant aussi l'église du Sacré-Cœur de Saint-Étienne et l'église Saint-Prix de Saint-Priest-en-Jarez.

## Histoire

### L'église Saint-André

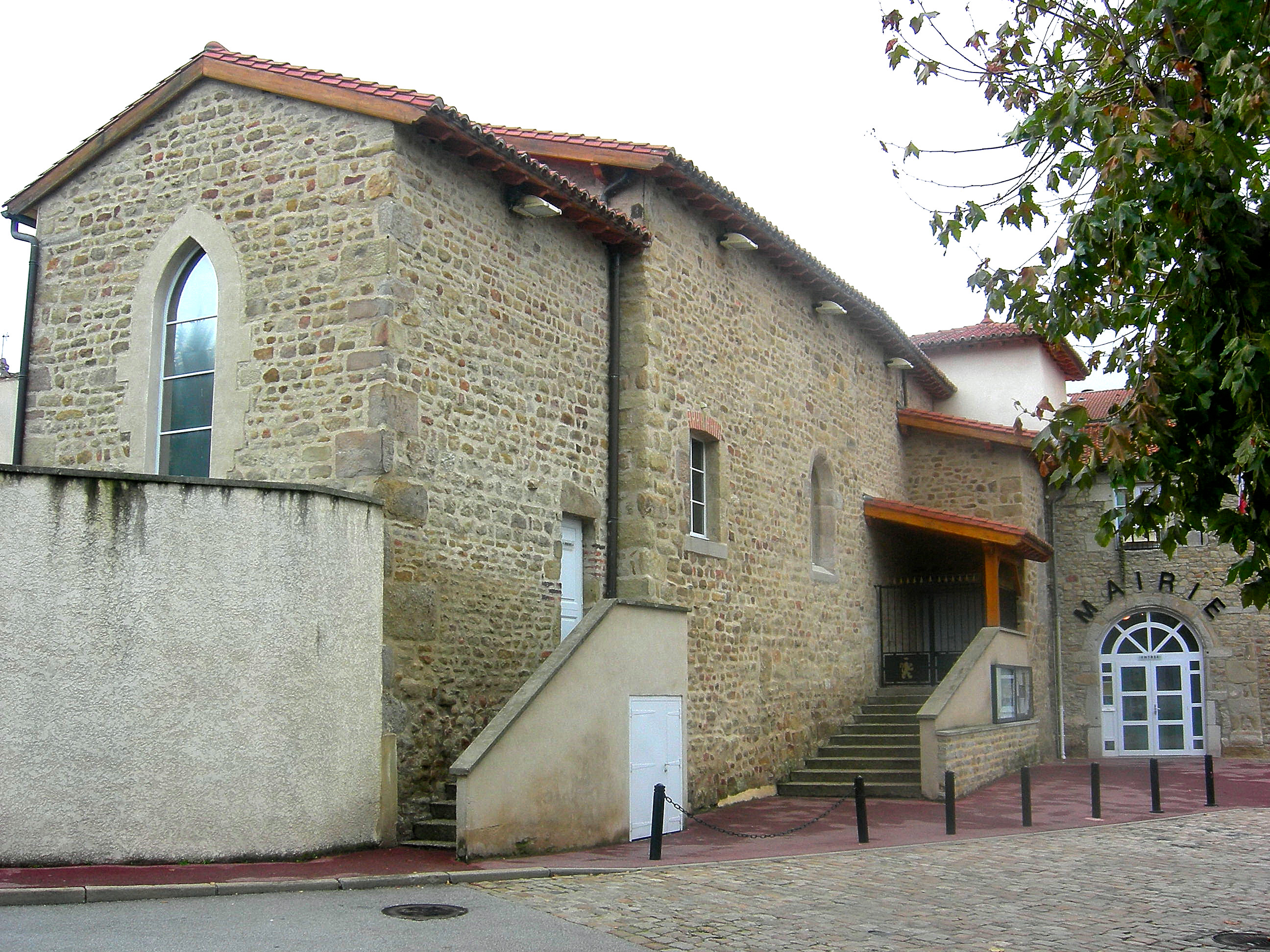
L'église Saint-André, actuelle salle des conseils et des mariages de la Mairie.

Jusqu'à la fin du XIXe siècle et la construction de l'église Saint-Laurent, la commune de Villars ne possédait que l'église Saint-André.
Son existence est attestée dès 1378 dans les procès-verbaux de l'archevêché de Lyon. 
Son aspect actuel date du XVe siècle. Alors que la coqueluche sévit dans le pays, Saint André, patron des porteurs d'eau, est invoqué.
L'église fait partie du château des De Mathevon. Les châtelains y ont leur tribune et y auront leur tombeau.
En 1670, Jean Mathevon, Seigneur de Curnieu agrandit, transforme et embellit ce bâtiment. Il peut même directement assister à la messe depuis ses appartements, ceux-ci comportant une tribune privative adossée à l'église.
En 1694, le cimetière, devenu trop petit pour la population locale décimée par une épidémie de fièvre, est rasé et le terrain est mis à profit pour agrandir l'église.
La façade de l'église Saint-André est rénovée au XVIIIe siècle. De style roman, l'église est dotée d'un clocher carré. À l'intérieur, on y découvre une voûte plein cintre ornée d'un écusson, une nef, deux chapelles, des retables et des statues de saints, dont celles de saint André et de saint Laurent.

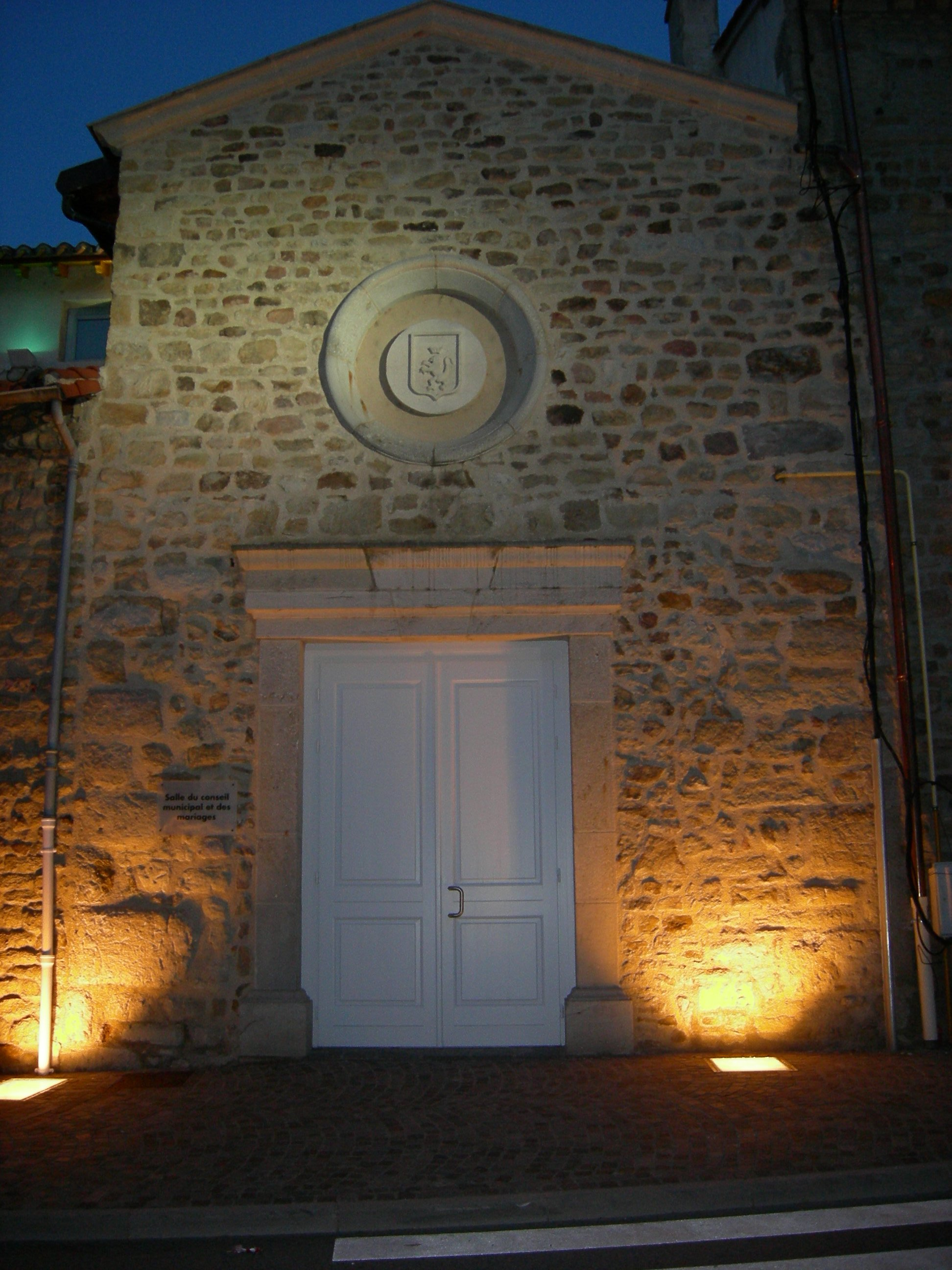
Façade de l'église Saint-André.

Pendant la campagne de Napoléon en Russie, le baron de l'époque, Jean-Louis Mathevon, y est grièvement blessé. Recueilli par la fille de Tolstoï qui tente de le soigner, il meurt peu de temps après et est inhumé en Russie. Son cœur aurait en revanche été enterré sous l'église Saint-André, puis déplacé sous la nouvelle église Saint-Laurent après sa construction, en 1878.
En 1856, l'église est trop petite et trop délabrée pour une population en plein essor. On pense à son agrandissement, mais cela se révèle trop coûteux ; on décide donc de construire une nouvelle église, l'actuelle église Saint-Laurent.
Après cette construction, l'ancienne église sert successivement d'école communale, de siège au syndicat des mineurs, de salle de patronage, avant de devenir propriété de la compagnie des Mines.
Sous la municipalité Soulier, la famille De Mathevon vend son titre et ses terres, qui reviendront, en partie, à la commune. Leur château, adossé à l'église, est alors dans un piteux état et est utilisé comme débarras.
Dans les années 1980, la mairie de Villars rénove le château et s'y installe. L'ancienne église devient alors une salle des conseils et des mariages pour la commune.
Aujourd'hui elle peut se visiter aux heures d'ouverture de la Mairie, sur demande.

### L'église Saint-Laurent

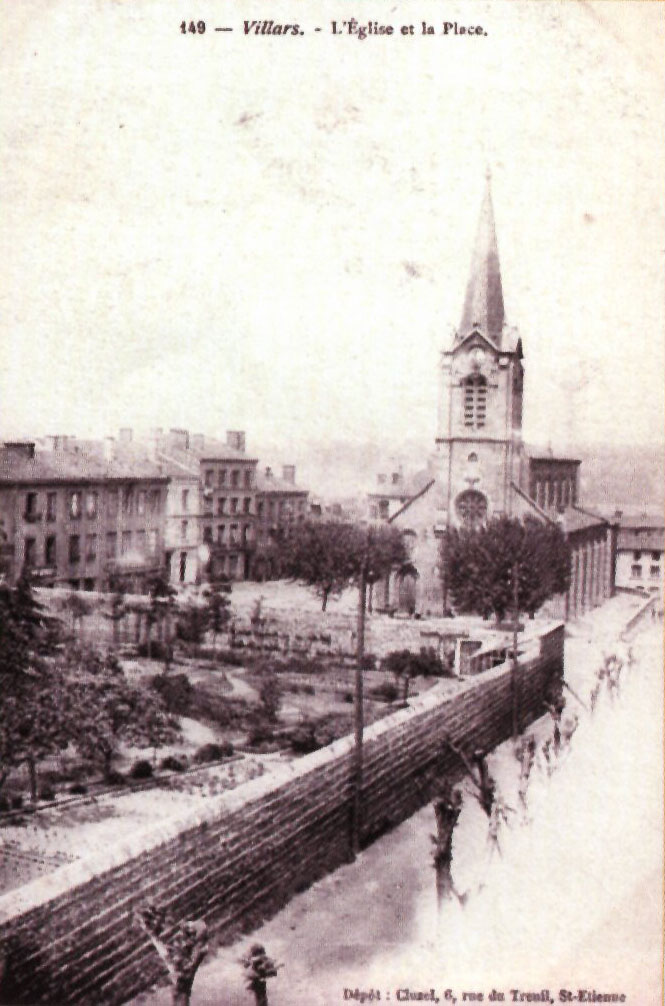
L'église de Villars en 1900.

Ainsi, vers la fin du XIXe siècle, la population de Villars ayant fortement augmenté, on s'inquiète de l'église Saint-André, devenue trop petite.
En 1856 est donc décidée la construction d'une nouvelle église sur la place du Champ du Faure, actuelle place Gambetta.
La place du Champ du Faure s'appelle au XIVe siècle Champ du Cordonnay. Elle prend ce nom du Champ du Faure avec l'installation de l'entrepôt de fer qui sert à la fabrication des pièces de fusils aux forgerons et armuriers.
Au milieu de la place se trouvait la croix de May (aujourd'hui dans le cimetière) d'où partaient les processions diverses qui allaient jusqu'à la place de l'Arsenal. En mai 1891, à la suite des dénominations des rues, la place du Champ du Faure prend finalement le nom de place Gambetta.
Pour la construction de l'église, on fait appel à l'architecte Montagnac, connu pour avoir fait construire l'église Saint-Pierre de Rozier-en-Donzy et de Grammond. À une époque où la mine fait partie intégrante de la vie dans la commune, l'église est dédiée à Saint Laurent, patron des brûlés.
On raconte que Saint Laurent aurait traversé la région en l'an 250, avant de partir pour Rome et de mener une insurrection contre l'empereur Maximien, ce qui, par la suite devait le faire périr.
En 1860, les travaux de l'église commencent. De style néogothique, d'une longueur de 35 m et d'une largeur de 15 m, celle-ci compte 22 vitraux réalisés par le maître verrier Alexandre Mauvernay. Sur les bas-côtés se trouvent également trois grands vitraux dans le chœur, puis un vitrail œil-de-bœuf. À l'entrée, sur le côté gauche, le vitrail qui représente Notre-Dame de la Salette est un don de Mme Guitton de Montravel. Enfin, est visible à droite de l'entrée un vitrail de Sainte Anne et de la Sainte Vierge, offert par Mme Fessy.
Le 14 septembre 1862, la nouvelle église est bénie par le vicaire Pagnon, en présence du curé Moretton et du maire Fessy; mais sans son clocher. Celui-ci sera édifié entre 1868 et 1870 par l'entrepreneur Guichet sous les ordres de l'architecte Favrot et culminera à 43,10 m. Deux cloches de l'ancienne église sont alors utilisées : l'une, datant d'avant la Révolution, donnant la note "do", pesant 50 kg et portant l'inscription «Que le nom de Dieu soit béni»; l'autre, datant de 1807 et donnant la note "la". La première se fend rapidement et elle est retirée. La seconde est toujours utilisée à ce jour pour sonner l'angélus. Le culte est désormais célébré dans la nouvelle église Saint Laurent.
Cette même année, l'acquisition des fonts baptismaux s'opère.

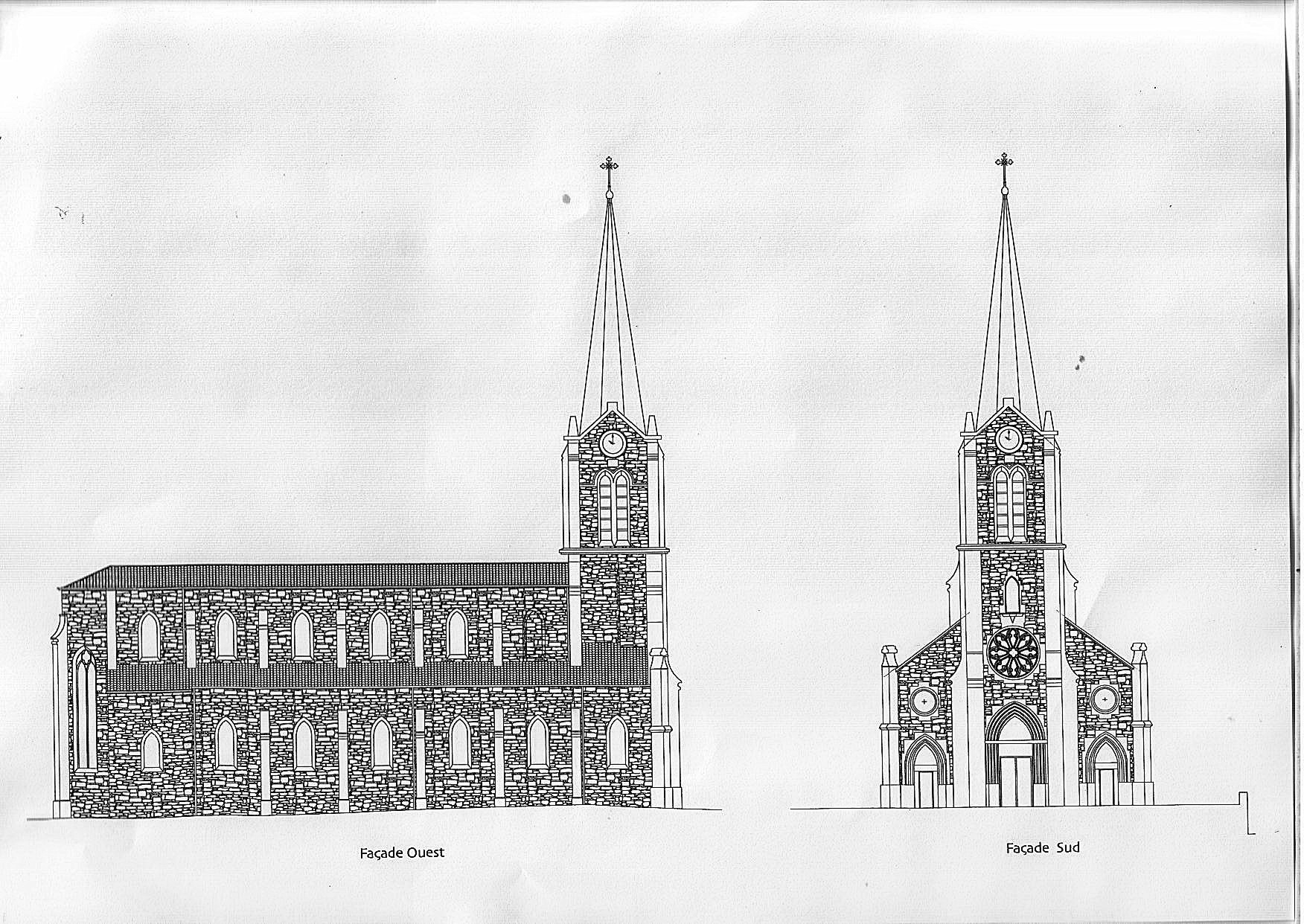
Plan de l'église.

Par manque d'argent, quelques éléments sont volontairement omis lors de la construction. Sur la façade, on peut ainsi observer une niche vide qui devait, semble-t-il, accueillir un Saint-Laurent, tandis que, sur les bas-côtés, deux rosaces ont été comblées de ciment.
En 1875, l'eau courante arrive dans la commune après de nombreuses années d'attente et une fontaine surmontée d'une croix symbolisant la fin d'une calamité est installée devant l'église. On peut y voir gravée sur une plaque la date de son inauguration et le nom du maire de l'époque.
Un chroniqueur présent à l'époque raconte que tout Villars était présent lors de son inauguration et qu'une exclamation de joie se fit entendre lorsque le premier filet d'eau jaillit. Les mères y trempèrent ensuite leurs mains pour se signer devant la croix.
La fontaine a été déplacée en 1904 pour se retrouver face à l'église. On peut la voir aujourd'hui devant l'entrée du jardin public de la Mairie.
Le 12 novembre 1876 a lieu la plantation des quatre platanes de la place, toujours devant l'église aujourd'hui.
Le 10 février 1878, un nouveau curé arrive à Villars, le curé Meynard. Celui-ci bénit le maître-autel et l'asile communal (actuelle salle de la Libération). Dans la chapelle de la Sainte Vierge se serait trouvée, à cette époque, une grande statue portant un reliquaire avec une lourde chaîne d'or et contenant le cœur embaumé de Jean-Louis Mathevon de Curnieu.
En 1877, le mur qui ceinture une partie de l'église est établi.
En 1880, on remplace le dallage par une mosaïque.
En 1890, un nouveau prêtre s'installe, l'abbé Grivolat. Il restera jusqu'en 1903.
Le 8 octobre 1904, achat d'une statue de la Vierge de 1 mètre de hauteur et de deux autres en stuc, l'une représentant l'Immaculé Conception et l'autre saint Antoine de Padoue.
En 1906, le curé est Antoine Michas. Le mobilier de l'église est répertorié. On peut notamment y compter des stalles en chêne, diverses croix et chandeliers en cuivre, diverses statues, dont un saint Joseph, une sainte Barbe, une sainte Catherine, un maître-autel en marbre blanc (détruit en 2006), une croix offerte par M. Antoine Peyron ou encore une croix en bois avec un Christ datant du XVIIIe siècle (le Christ est aujourd'hui sur la nouvelle croix du chœur).
En 1920 sont posés les quatre cadrans de l'horloge actuelle.
En 1921, la réparation et la consolidation des piliers centraux de l'église entraînent sa fermeture temporaire. L'installation électrique alimentant notamment l'éclairage de l'horloge est par ailleurs réalisée.
En 1924, un monument aux morts de la Grande Guerre est créé.
Le 19 mai 1925, la paroisse de Villars est rattachée à l'archiprêtré de Saint-Charles.
En 1931, le curé de la paroisse, Jean Vacher décide de doter l'église de nouvelles cloches. Il fait alors appel à la Fonderie Paccard, fondeur de cloche basé à Annecy-le-Vieux. Il entretient une longue correspondance avec celui-ci, aboutissant au choix de 3 cloches. Après plusieurs offres pour l'achat de ces dernières, Villars célèbre la bénédiction de ses cloches, le 8 novembre 1936 et celles-ci, donnant les notes "Mi", "Do" et "Sol" viennent s'ajouter à celle déjà existante donnant la note "La".

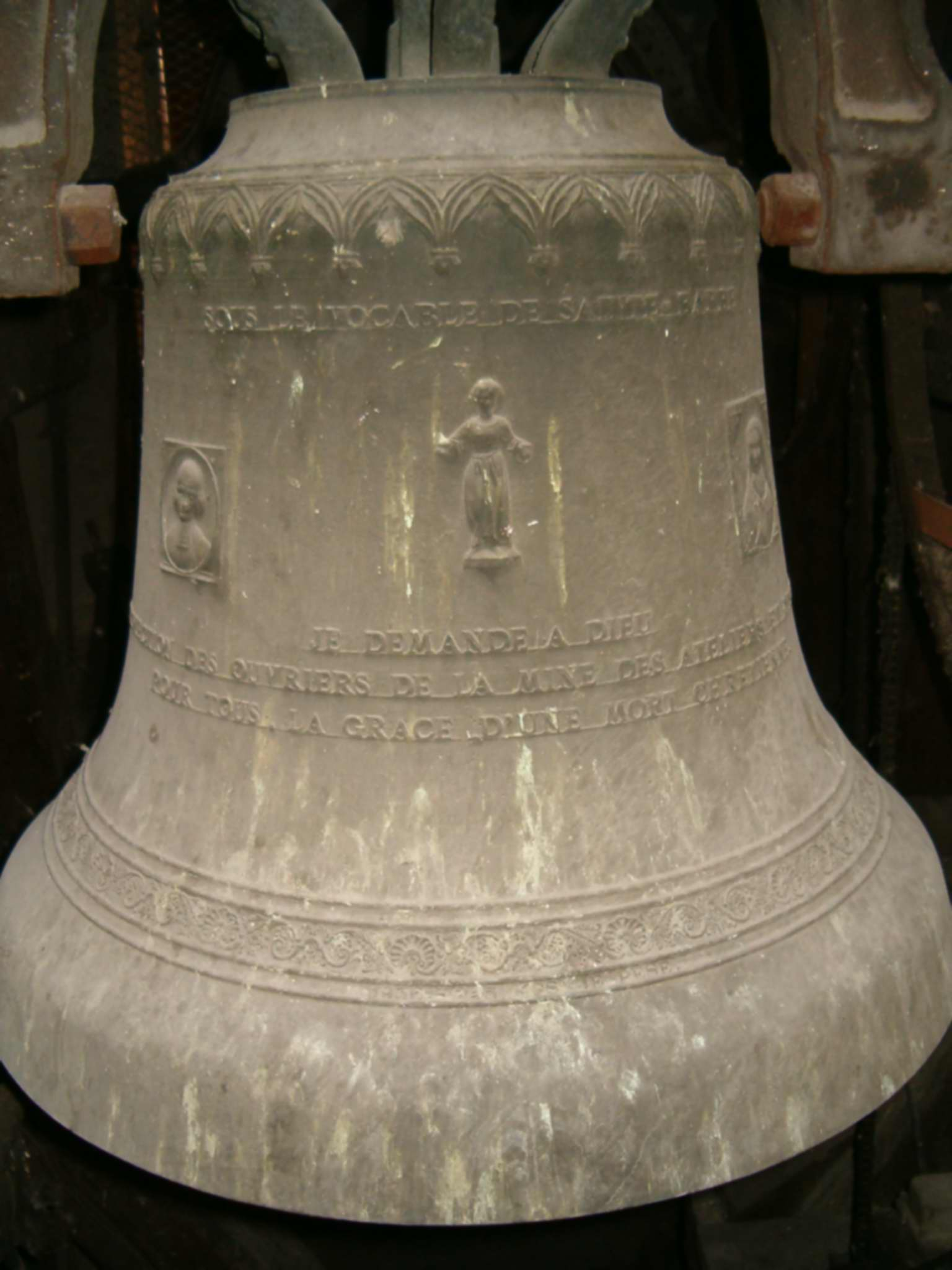
Cloche sonnant le "Do"
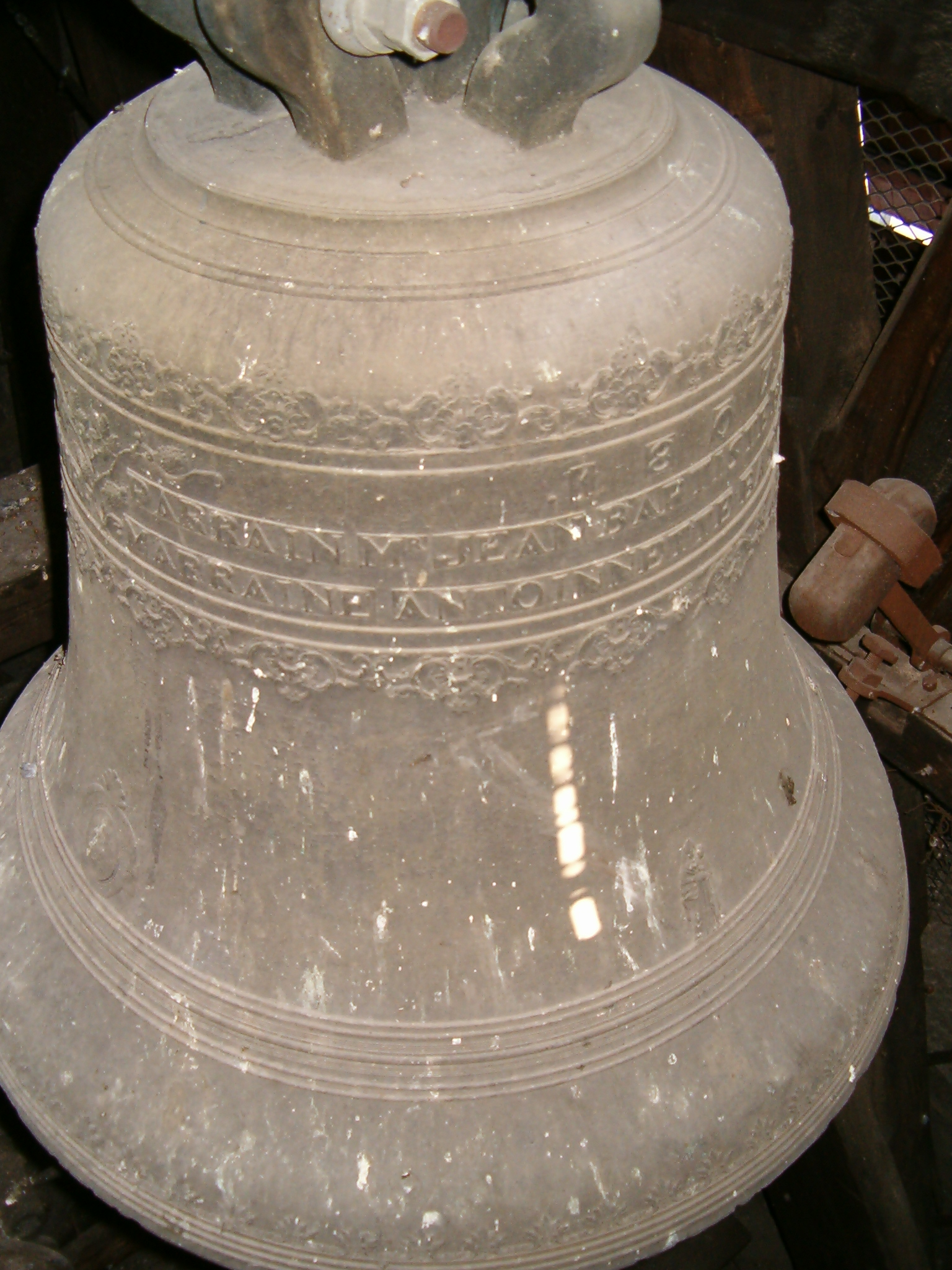
Cloche sonnant le "La"
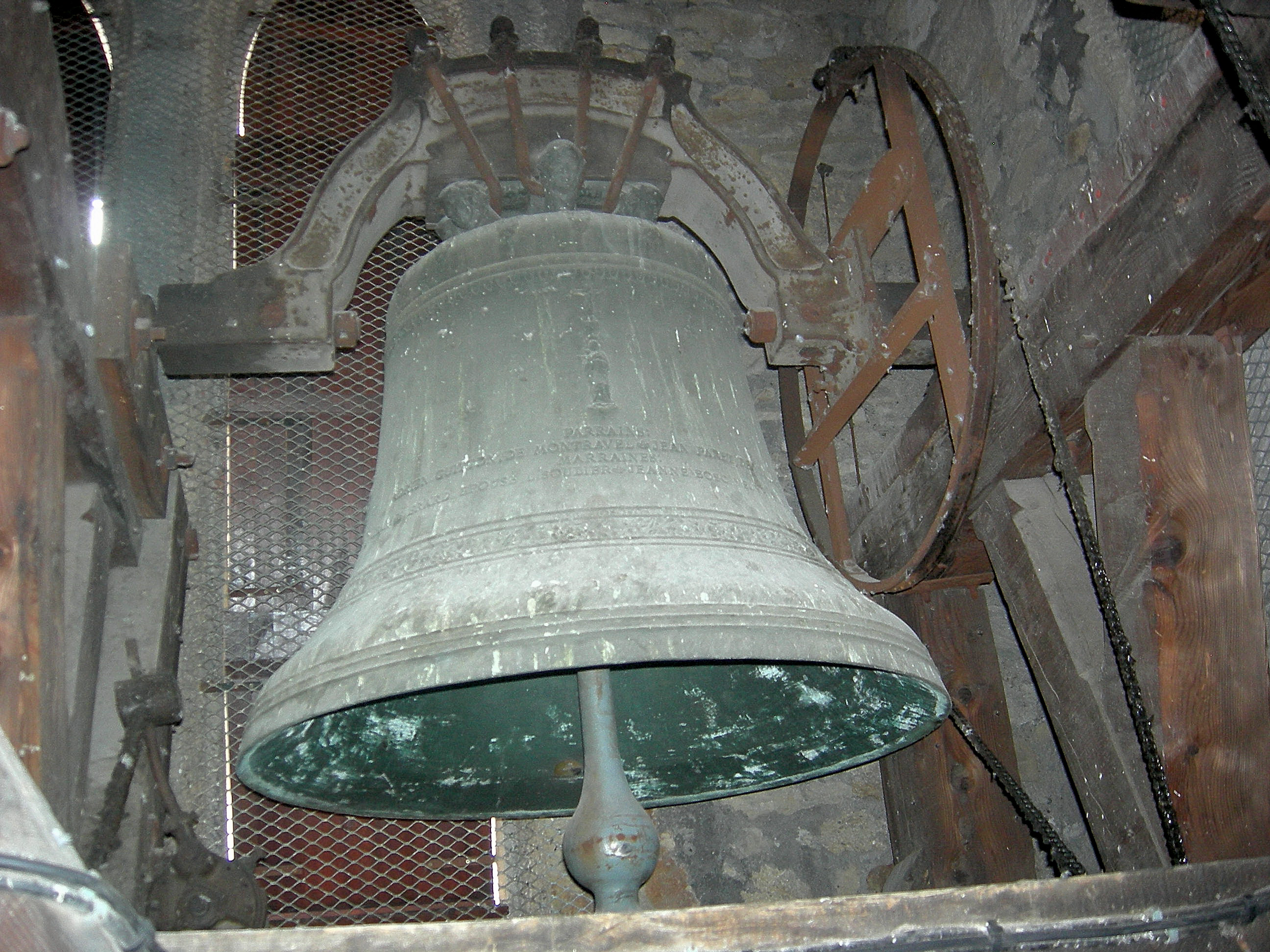
Cloche sonnant le "Mi"
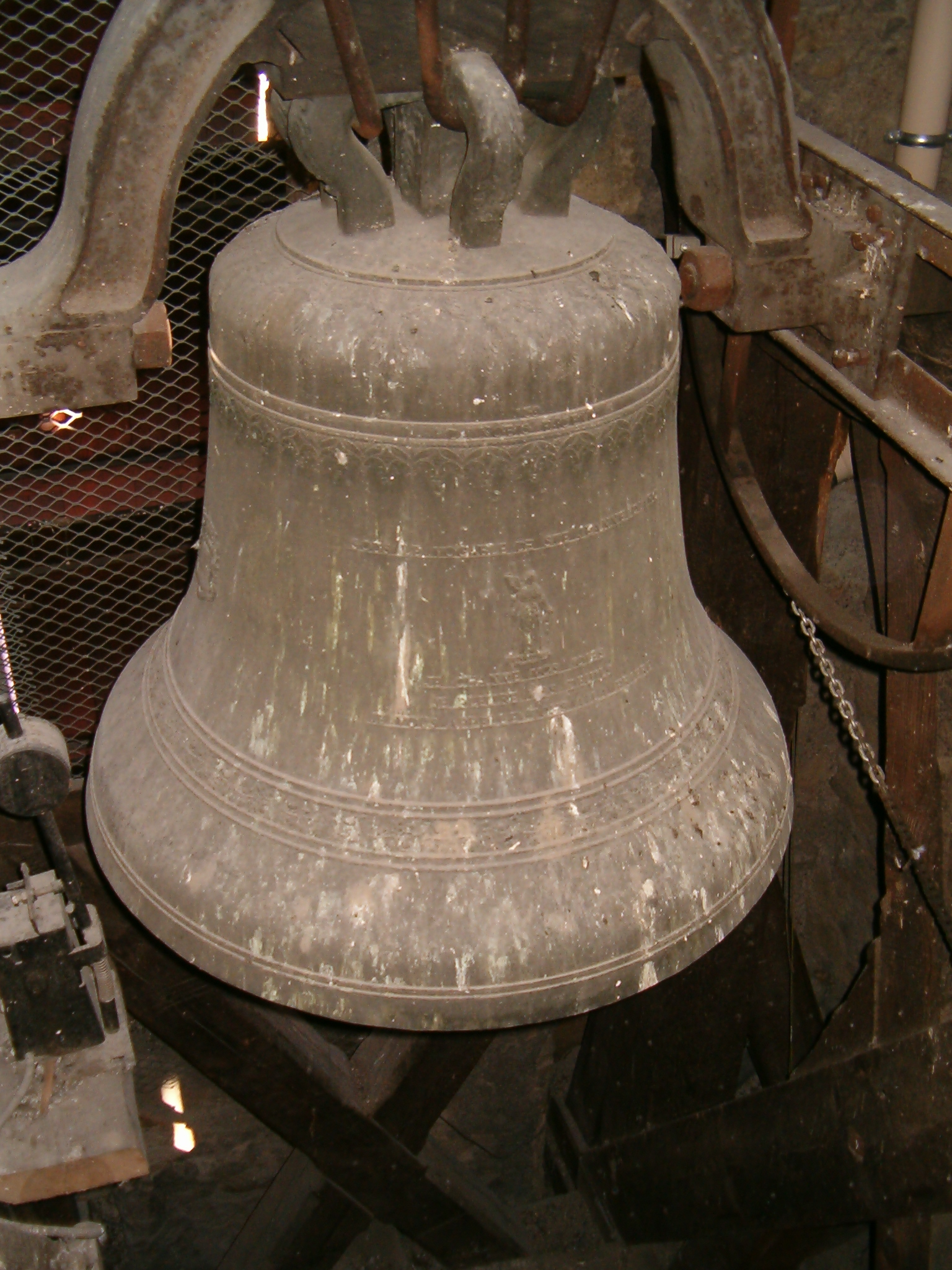
Cloche sonnant le "Sol"

En 1972, l'intérieur de l'église est restaurée et en 1986, les façades de pierres extérieures sont rénovées.
En 1991, elle dispose, pour la première fois, d'un éclairage extérieur.
En 1999, la paroisse de Villars se rattache aux églises de Saint-Priest-en-Jarez et de La Terrasse pour former la paroisse Bienheureux Antoine Chevrier.
Le 1er février 2004, après de multiples constatations, M. Pouquet, alors maire de Villars ordonne une fermeture provisoire de l'église. En accord avec Jean-Marie Guillemot, curé de la paroisse Bienheureux Antoine Chevrier, il est décidé que les mariages, baptêmes, communions, confirmations et enterrements seront redirigés vers La Terrasse ou Saint-Priest-en-Jarez. Certaines messes sont célébrées dans la salle de la libération, d'autres dans les salles Notre-Dame (salles paroissiales de Villars).
La mairie fait appel à des experts, qui après plusieurs analyses déterminent une remontée d'humidité du sol, ce qui provoque un soulèvement de la base et un effritement des piliers. Ceci est dû à la rivière souterraine, située sous l'édifice, qui alimente alors le lavoir, détruit à la construction de l'église. Des projets et calculs sont alors lancés pour la survie de l'église.

## La restauration en 2006

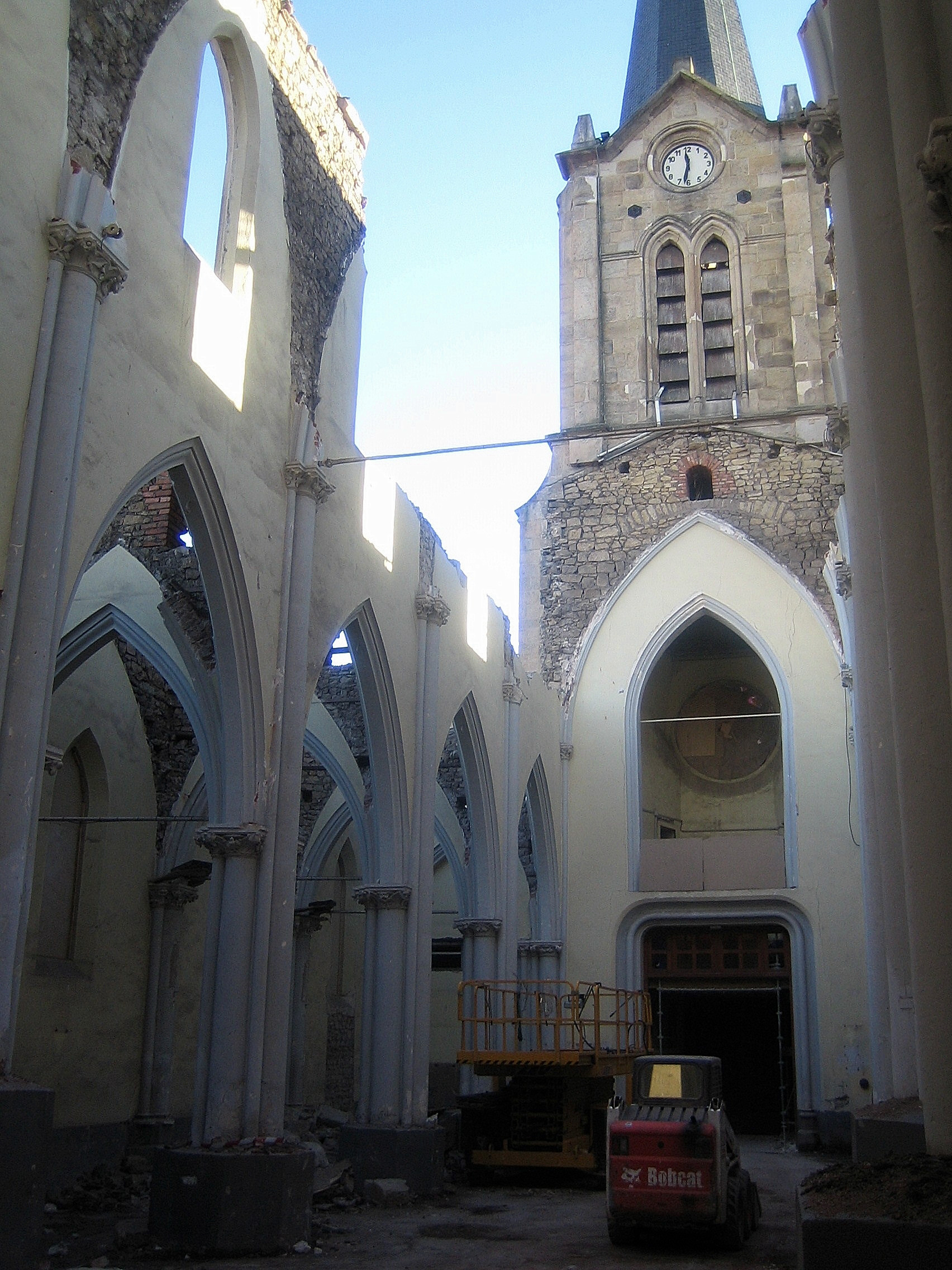
L'église en février 2006.

Un an et plusieurs délibérations plus tard, c'est le projet de M. Bertier, architecte de Montbrison qui est retenu. Son projet consiste à supprimer le deuxième étage de l'église avec les croisées d'ogives et les piliers tout en conservant les murs latéraux, le clocher et le chœur. La toiture serait remplacée par une charpente en lamellé-collé ; de plus pour ajouter de la luminosité à l'église, des baies vitrées seraient installées entre la toiture et les murs latéraux. Le coût total des travaux de l'église s'élèverait à 1 million d'euros.
En décembre 2005, un périmètre de sécurité et une grue sont installés autour de l'église. Le mobilier et les vitraux sont évacués. L'horloge et les cloches sont arrêtées.
Les travaux s'organisent en plusieurs phases :
- La première, de janvier à mars 2006 consiste à déconstruire le deuxième étage de l'église, tout en enlevant la charpente, les pierres, mais aussi les autres vitraux.
- La seconde phase, du mois d'avril à août 2006 consiste à consolider les murs latéraux pour y accueillir la nouvelle charpente en lamellé-collé. Fin juillet 2006, les tuiles et les vitres des bandeaux extérieurs sont posés et l'on procède alors à une réfection complète des murs, du sol et à un nettoyage des vitraux.
- La dernière phase, de septembre à décembre 2006 comprend la confection des deux rosaces extérieures et la finition des abat-sons. Les bancs, et l'autel sont choisis par la paroisse et installés. En décembre 2006, les portes vitrées intérieures sont montées. L'horloge redémarre et l'on procède à un essai des cloches.

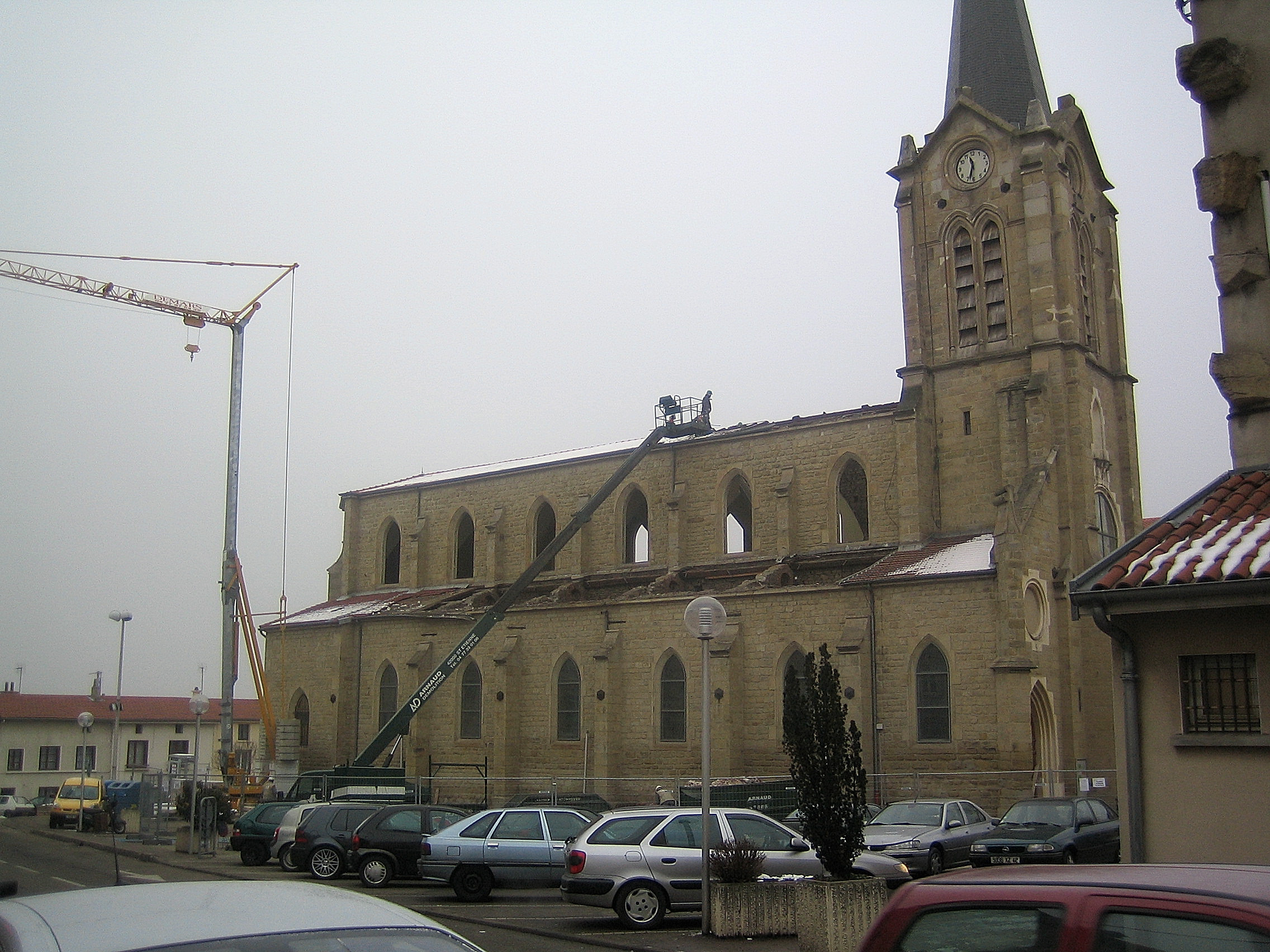
Février 2006, déconstruction
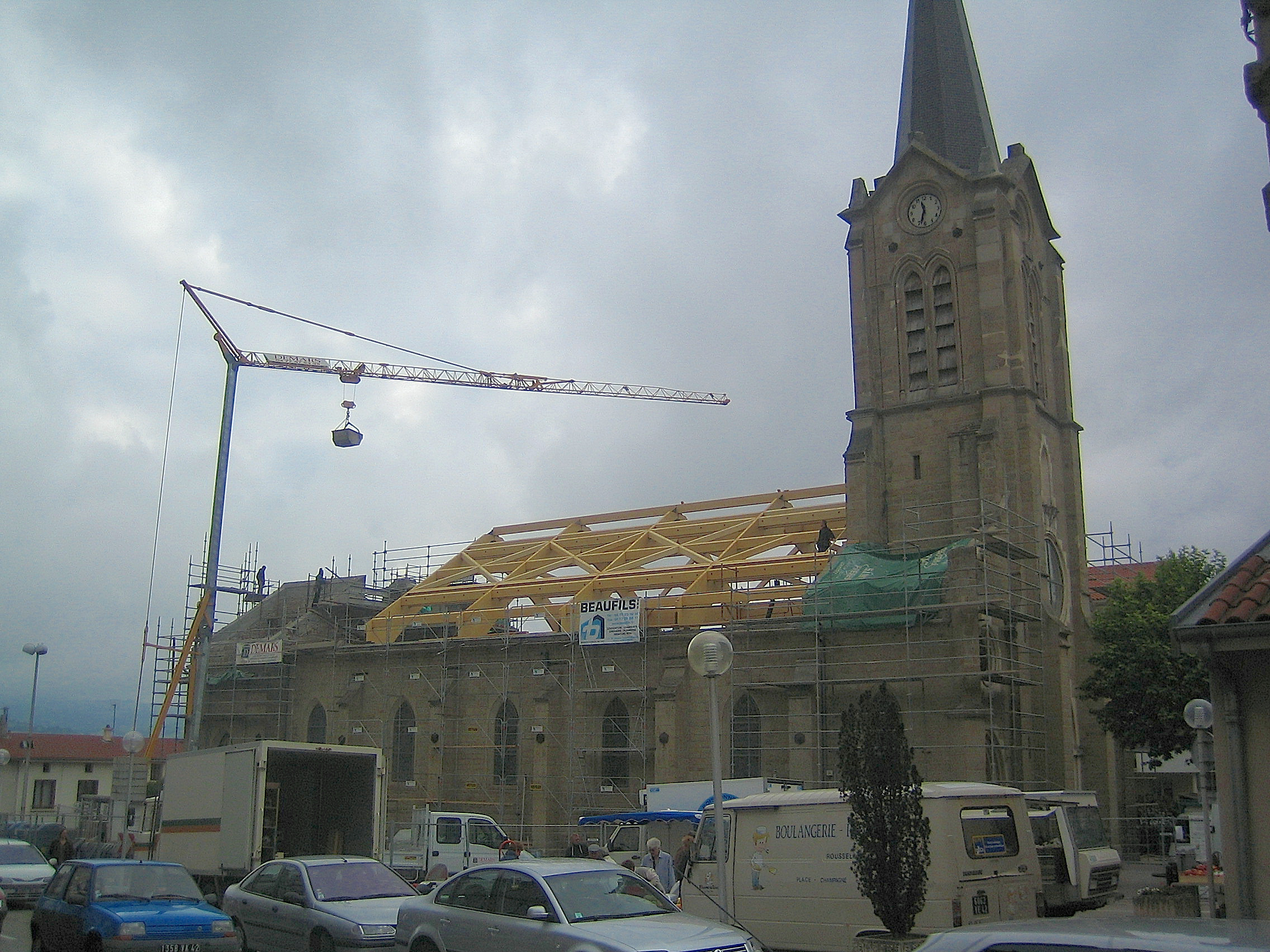
Juin 2006, pose de la charpente
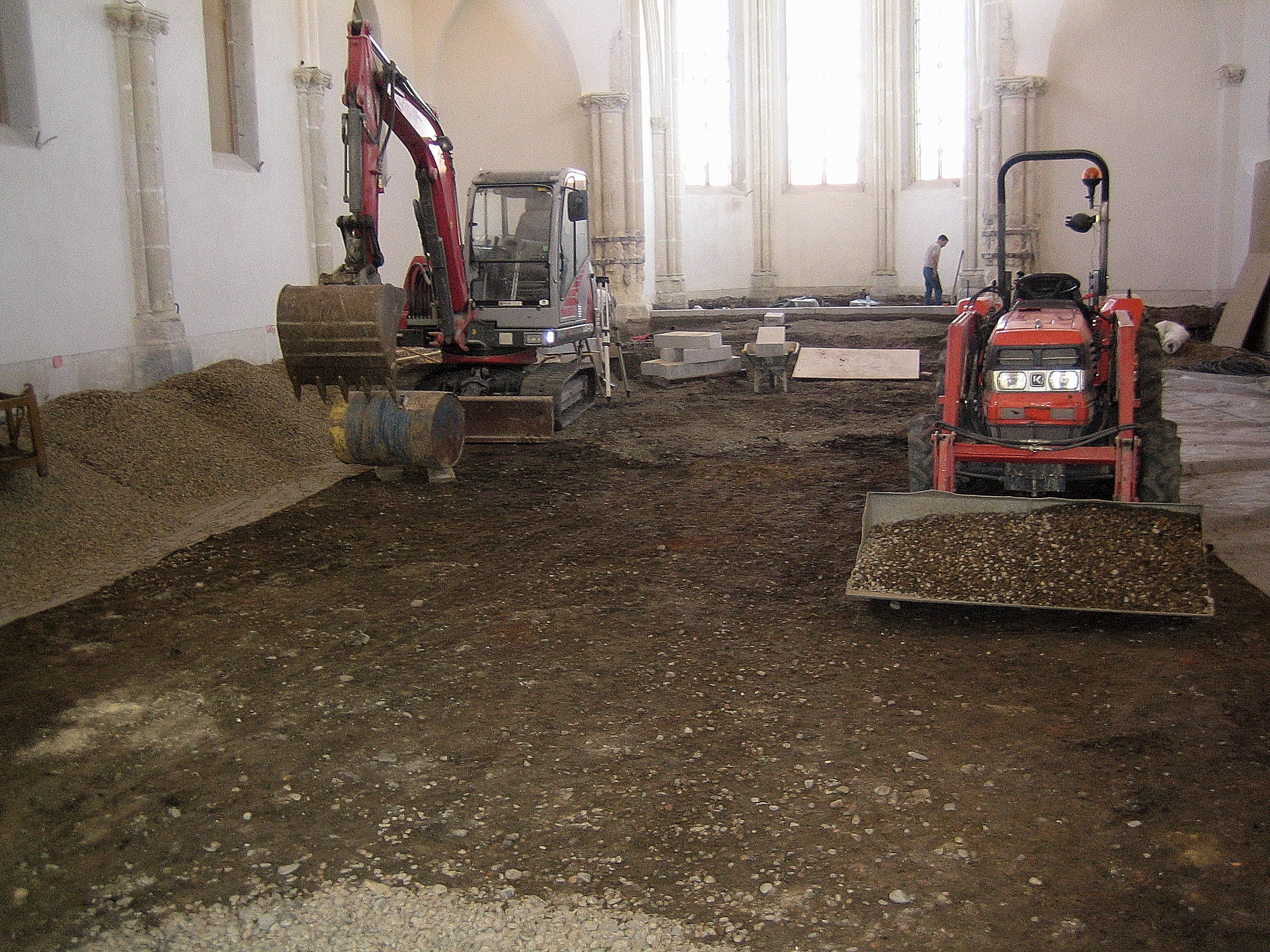
Fin août 2006, réfection du sol
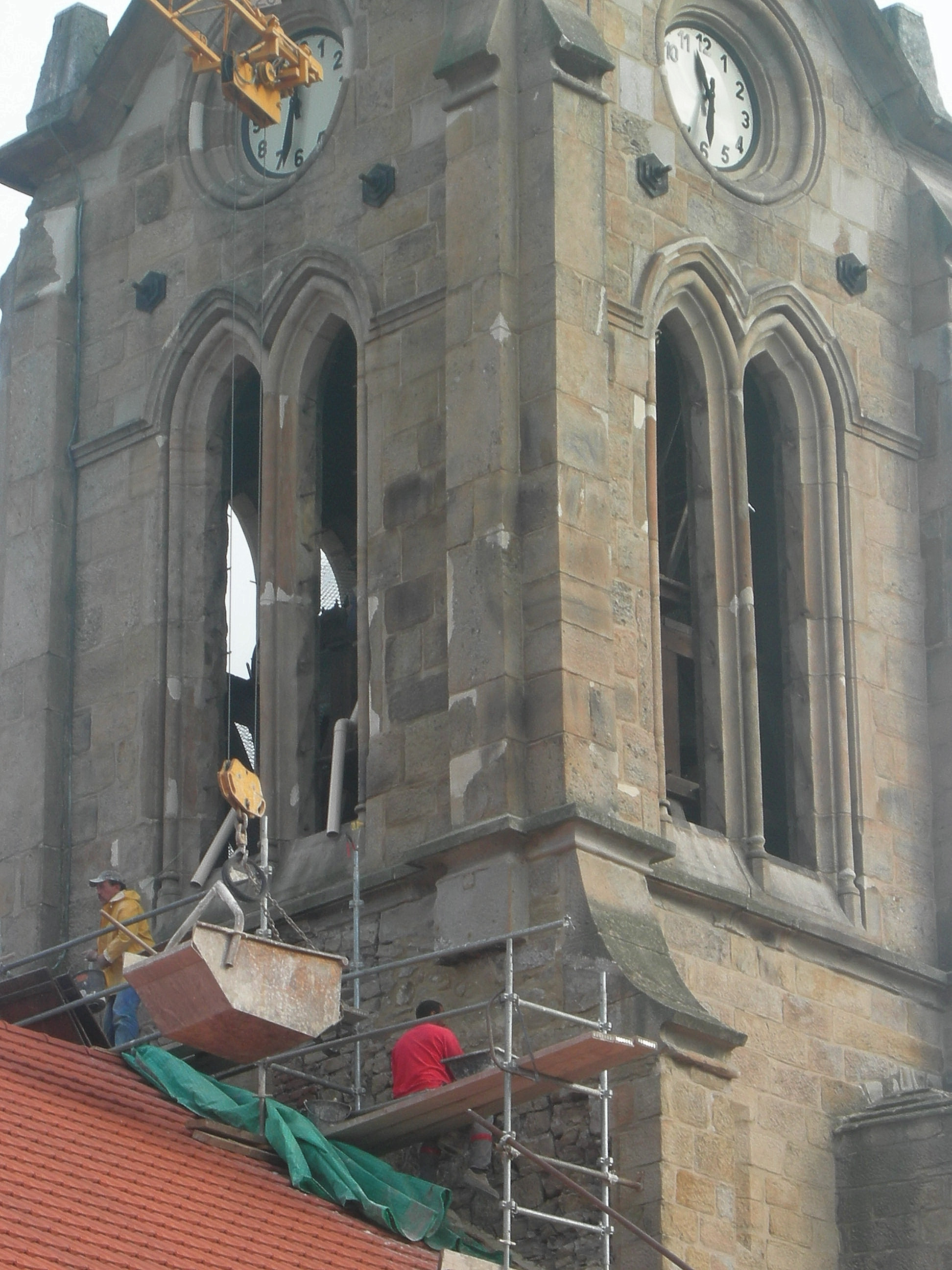
Novembre 2006, réfection des abat-sons

## La réouverture de l'église

### L'inauguration

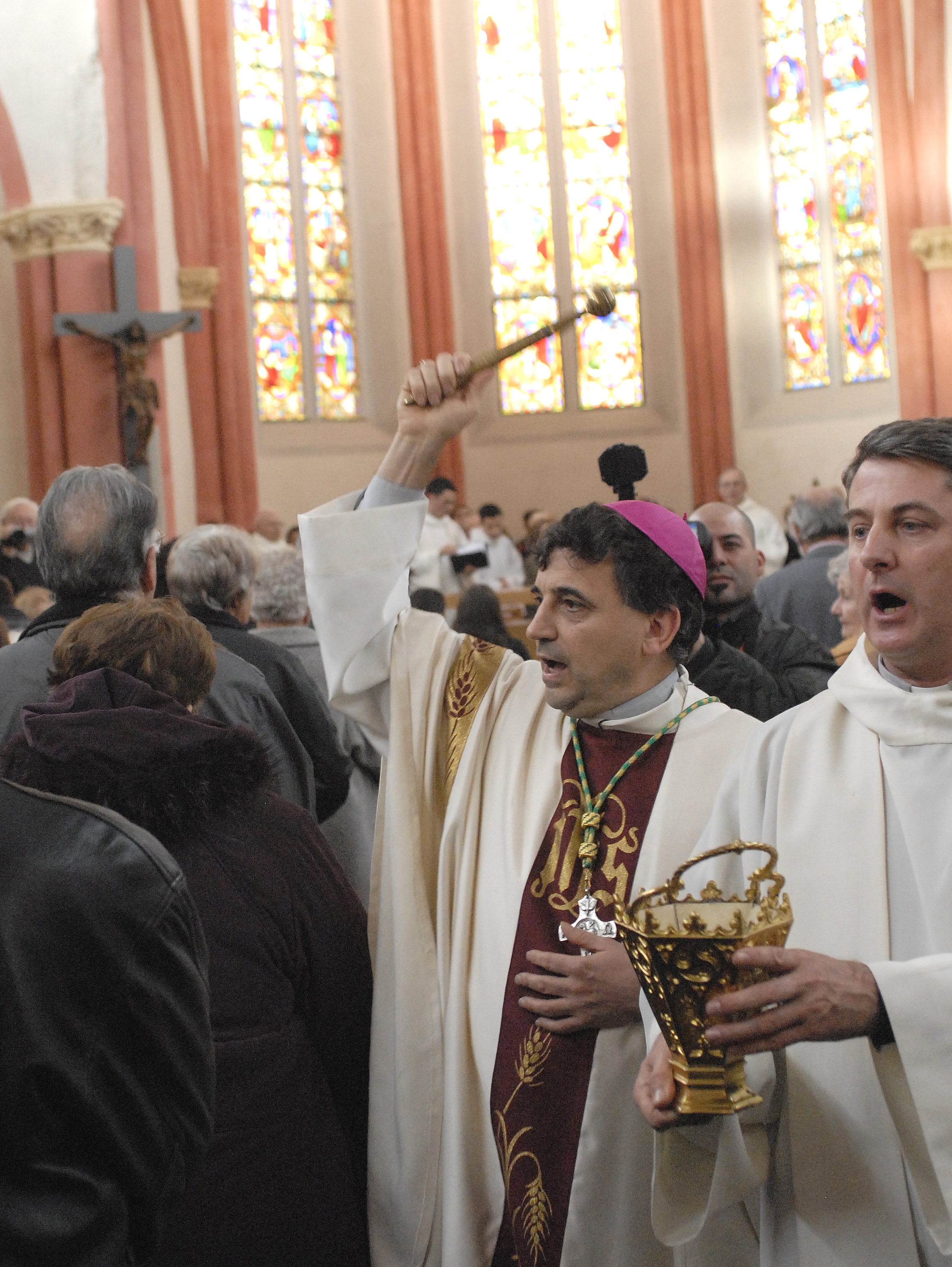
Dédicace de l'église.

Le 10 décembre les journaux locaux annoncent qu'un évènement important va se produire à Villars d'ici une semaine. 
En effet, le 15 décembre 2006, l'inauguration par la municipalité avec le Maire de l'époque, M. Hubert Pouquet, a lieu. Les Villardaires sont nombreux à venir admirer "la renaissance" de leur église. Après un feu d'artifice et une longue sonnerie des 4 cloches, la foule rentre dans l'édifice pour constater les rénovations.

### LaDédicace (cérémonie)
Le 16 décembre, Mgr Lebrun, alors nouvel évêque de Saint-Étienne vient dédicacer "la nouvelle église". Les nombreux prêtres et l'évêque arrivent en procession dans le bâtiment, puis l'évêque bénit la foule venue très nombreuse, leur rappelle leur baptême, et enfin bénit la nouvelle église marquant l'autel et les 12 piliers d'une croix faite au Saint chrême. La cérémonie rassemble alors la paroisse Bienheureux Antoine Chevrier, la Mairie et les Villardaires. 

### "Mille ans d'églises dans laLoire"
Quelques mois avant la réouverture de l'église, quelques membres de la paroisse Bienheureux Antoine Chevrier ont l'idée de réaliser une exposition présentant la plupart des églises de la Loire. De nombreuses recherches sont faites, beaucoup d'églises "oubliées" sont redécouvertes.
Cette exposition ouvre ses portes au cours de l'inauguration de l'église en décembre 2006. On peut y voir entre autres une superbe maquette de l'église Saint-Laurent avant restauration, mais aussi de très belles photos pour partir à la découverte de la région.

## L'église aujourd'hui

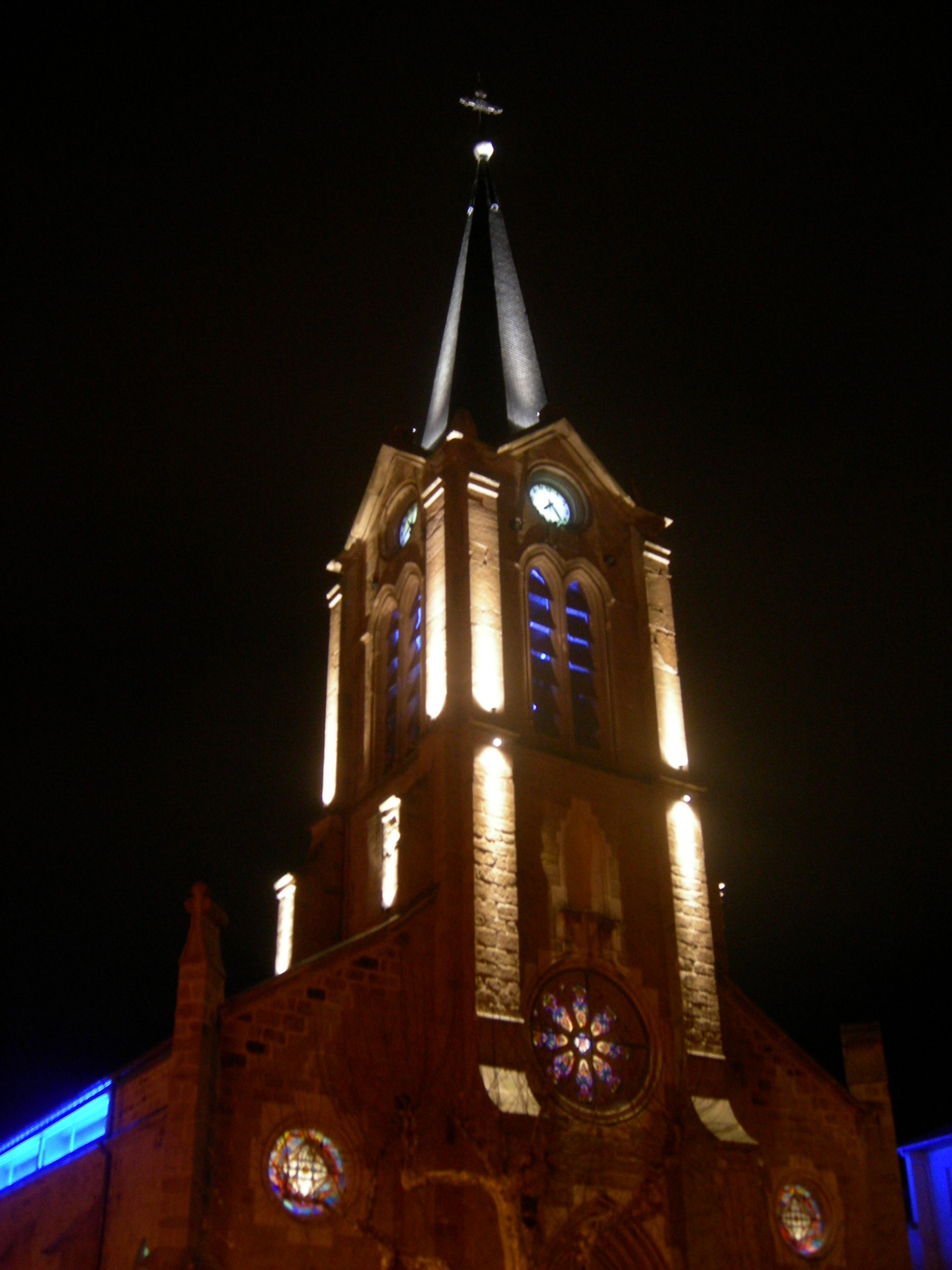
L'église de nuit.

L'église a récemment bénéficié d'un nouvel éclairage afin de mettre en valeur son clocher.

### L'église dans laparoisse
L'église a aujourd'hui retrouvé toutes ses fonctions. Le nombre de baptêmes, mariages et enterrements qui y sont célébrés est d'ailleurs en hausse. Les messes dominicales ont lieu chaque dimanche à 9h à l'église.
Le 16 décembre 2007, la première messe-anniversaire de la rénovation de l'église est l'occasion d'apposer une plaque en souvenir de la restauration. Depuis, chaque 16 décembre fait l'objet de festivités.

### L'église et la culture
Le 16 décembre 2006 au soir, le Chœur Symphonia inaugure les activités culturelles à la paroisse, avec entre autres des chants de Noël. L'église accueille désormais des concerts et pièces de théâtre diverses. On a pu y voir entre autres, à l'occasion du "Rhino Jazz Festival" en octobre 2007, les "Black voices", et en octobre 2008, la chanteuse Buika.
Depuis 2008, l'église ouvre ses portes au public pour les Journées européennes du patrimoine. Une exposition sur l'histoire des deux églises Saint André et Saint Laurent est présentée et l'on peut ainsi découvrir des reliques et objets anciens. Est également organisée une visite guidée par Ian Dufour.

## Accès
Elle est située dans le centre de Villars, place Gambetta (suivre Villars centre).
L'église Saint-Laurent est desservie par la ligne 17 et 16 de la Société de transports de l'agglomération stéphanoise.

### Autres photos

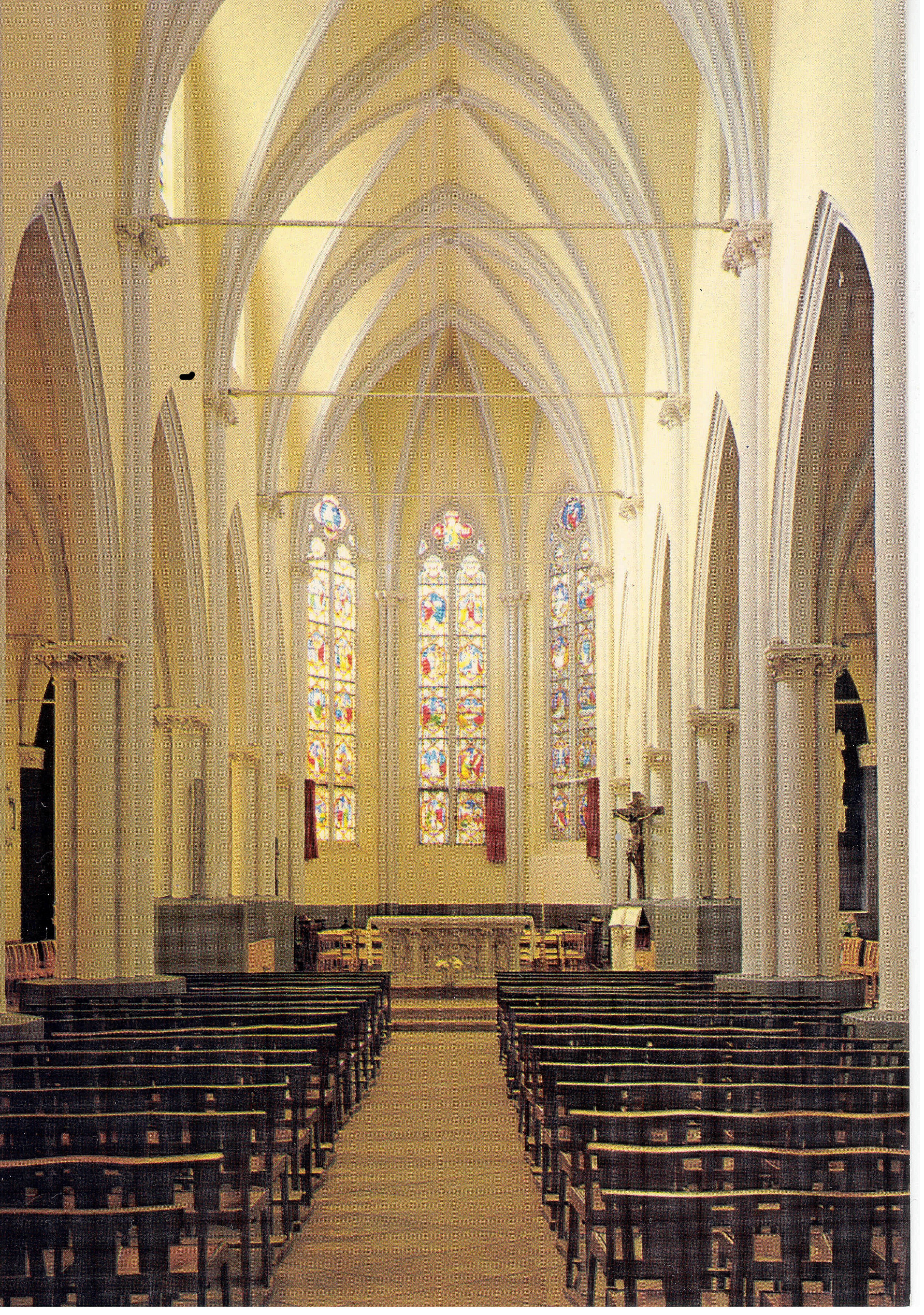
Intérieur de l'église avant restauration
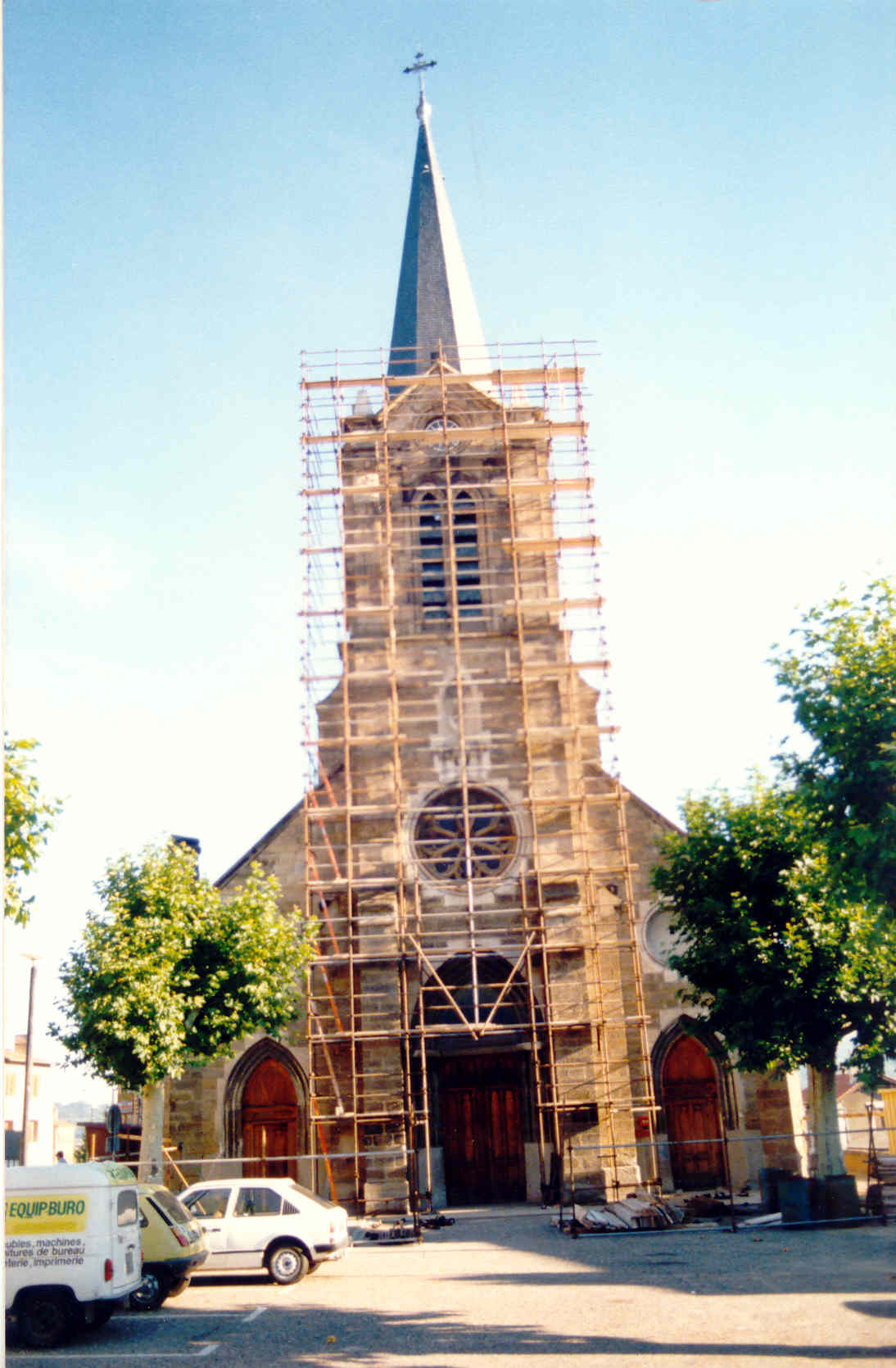
Grattage de l'église en 1986.
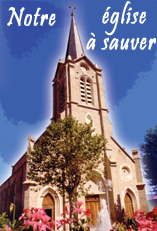
Affiche pour "Sauver l'église"
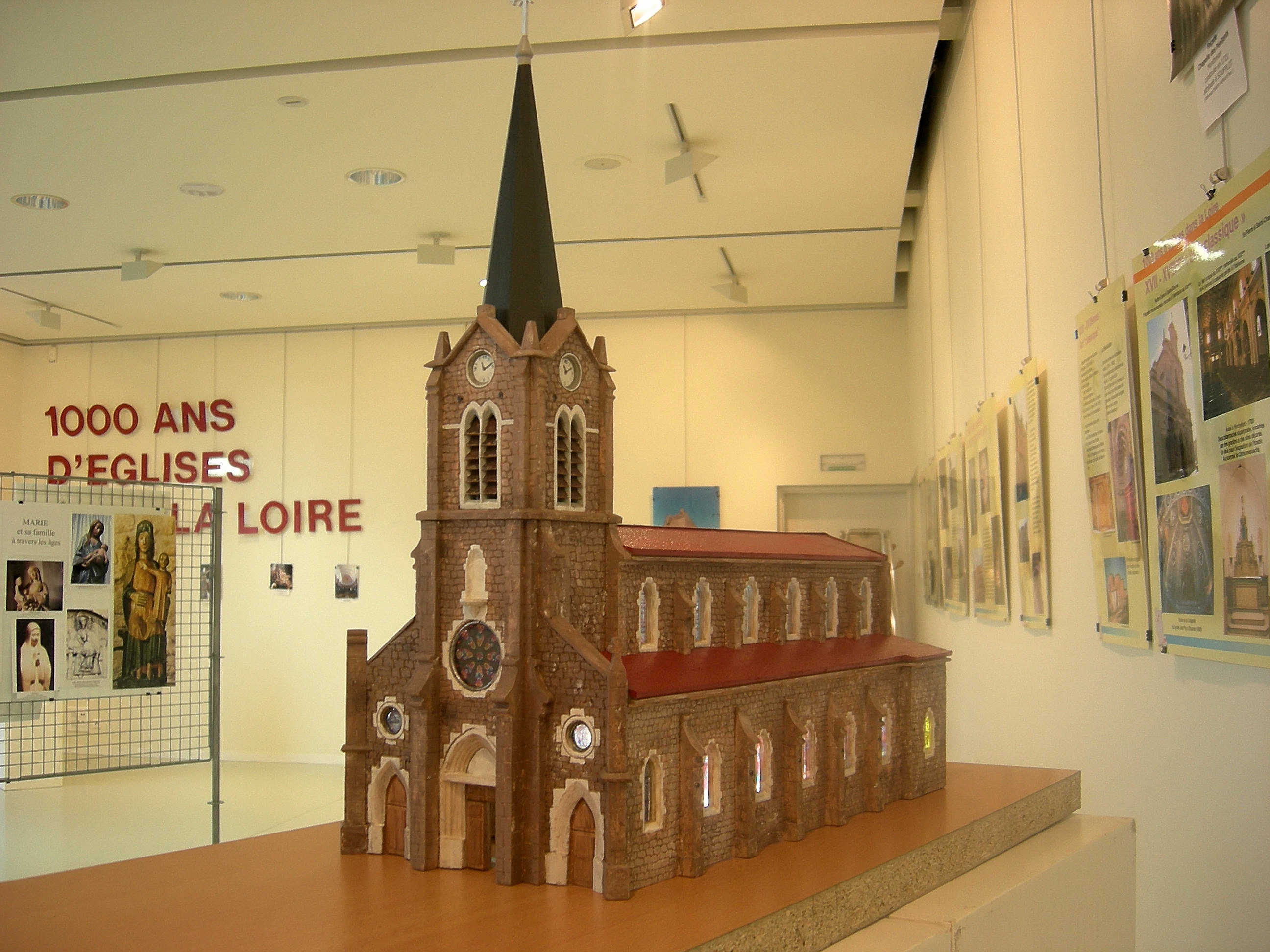
Reproduction de l'église en 1950 à l'occasion de l'exposition "1000 ans d'églises dans la Loire"